# Linda Tripp
Linda Rose Tripp (24 de novembro de 1949 — 8 de abril de 2020) foi uma funcionária pública americana que desempenhou um papel de destaque no Escândalo Lewinsky de 1998. A atitude de Linda em gravar secretamente as ligações que tinha com  Monica Lewinsky sobre o relacionamento da jovem com o presidente Bill Clinton causou alvoroço por conta de suas semelhanças com o recente caso que ensejou o processo conhecido como Clinton v.Jones e com a divulgação de detalhes íntimos. Linda alegou que seus motivos eram puramente patrióticos, e ela evitou ser processada  pelo uso de escuta telefônica ilegal ao concordar em entregar as gravações.
Mais tarde, ela alegou que sua demissão do Pentágono no final do governo Clinton foi por vingança, mas o governo afirmou que era um procedimento padrão para nomeações políticas.
Em 2004, Linda e seu marido, Dieter Rausch, compraram uma loja de festas durante todo o ano, com o nome de "The Christmas Sleigh", em Middleburg, Virgínia .

## Vida e carreira
Nasceu com o nome de Linda Rose Carotenuto (nome de solteira) na Cidade de Jersey, Nova Jersey . Ela era filha de Albert Carotenuto, um professor de matemática e ciências do ensino médio, e de sua esposa, Inge, uma alemã que ele conheceu quando era um soldado americano alocado na Alemanha. Eles se divorciaram em 1968, depois que ele teve um caso com uma colega de profissão. Linda se formou em Hanover Park High School localizada no município de East Hanover, em Nova Jersey, em 1968, e depois trabalhou como secretária na Inteligência do Exército em Fort Meade, Maryland . Em 1971, ela se casou com Bruce Tripp, um oficial militar com quem teve um filho e uma filha. Eles se divorciaram em 1990.
Linda foi transferida para o Pentágono em 1987. Foi funcionária da Casa Branca durante o governo de  George HW Bush, ela continuou no seu emprego quando Bill Clinton se tornou presidente em 1993.
Durante o verão de 1994, assessores da Casa Branca queriam que Linda fosse removida da Casa Branca e, portanto, arranjaram um emprego para ela no escritório de relações públicas do Pentágono, o que lhe deu um aumento de 20 mil dólares por ano.

## Participação no escândalo Lewinsky
Linda tornou-se confidente de Monica Lewinsky, outra ex-funcionária da Casa Branca, enquanto ambas trabalhavam no escritório de relações públicas do Pentágono. De acordo com Linda, que era cerca de 24 anos mais velha que Lewinsky, elas tinham se conhecido há um ano e meio antes de o escândalo começar a atingir seu estágio crítico. Depois que Lewinsky revelou a Linda que ela tinha tido um relacionamento físico com Clinton, Linda, agindo sob o conselho da agente literária Lucianne Goldberg, começou a gravar secretamente as conversas telefônicas com Lewinsky e incentivou Lewinsky a documentar detalhes de seu relacionamento com o presidente.
Em agosto de 1997, Michael Isikoff do jornal Newsweek relatou que Linda revelou que ela encontrou Kathleen Willey saindo do Salão Oval "desgrenhada" e que "seu rosto estava vermelho e seu batom estava borrado". Willey alegou que Clinton a agarrou. O advogado de Clinton, Robert S. Bennett, falou no artigo da Newsweek : "Não se deve acreditar em Linda Tripp".
Em janeiro de 1998, Linda entregou as fitas ao Conselheiro Independente Kenneth Starr, em troca de imunidade processual. Linda revelou a Starr que ela estava ciente da relação entre Lewinsky e Clinton, e que a declaração apresentada por Lewinsky negando a sua relação com o presidente no tribunal federal do Arkansas no caso Clintos vs Jones era falsa, e que Lewinsky havia tentado suborna-la a dar um falso testemunho naquele processo para esconder o que sabia da relação de Clinton e Lewinsky, além da relação com Kathleen Willey, do tribunal federal. Como Linda explicou, pediram para que ela ocultasse evidências do caso relativo aos direitos civis de Paula Jones. O processo de Paula Jones, aberto em abril de 1994 através de seus advogados Joseph Cammarata e Gilbert K. Davis, acabou resultando na decisão histórica da Suprema Corte dos Estados Unidos no caso Clinton v. Jones, que sustentou que os presidentes dos EUA em exercício não têm imunidade contra ações civis por atos praticados antes de sua posse e que não tenham relação com o cargo.
Linda também contou a Starr da existência de um vestido azul marinho de Lewinsky, que estava sujo com sêmen de Clinton. Durante a amizade das duas, Lewinsky chegou a mostrar o vestido a Linda, dizendo que pretendia lavá-lo a seco. Linda a convenceu de não lavar o vestido.
Com base nas fitas apresentadas por Linda Tripp, Starr obteve a aprovação do procurador-geral Janet Reno e da corte especial que o supervisionava para expandir a investigação de Starr sobre a relação de Clinton e Lewinsky, procurando por possíveis incidentes de falso testemunho, e investigar a própria Lewinsky por falso testemunho e suborno como testemunha na ação movida por Paula Jones contra Clinton.
Eventualmente, tanto Clinton quanto Lewinsky tiveram que comparecer perante o tribunal para responder a perguntas, mas Clinton apenas apareceu por meio de uma transmissão. Na conclusão do interrogatório de Lewinsky, os jurados ofereceram a Lewinsky a chance de dizer as suas últimas palavras no depoimento. Ela disse: "Eu odeio a Linda Tripp".

### A acusação por Maryland
Linda morava em Hickory Ridge, Columbia, Maryland, enquanto ela fazia gravações das conversas com Lewinsky, e 49 democratas do distrito de Maryland assinaram uma petição ao promotor estadual exigindo que Linda fosse processada pela violação a lei local de escuta telefônica ilegal de Maryland. Antes do julgamento, o tribunal estadual decidiu que, devido aos acordos de imunidade processual ofertados pelo Conselheiro Independente à Tripp, Lewinsky e outros, uma quantidade substancial de provas que a promotoria pretendia usar contra Linda tornou-se inválida.
Em uma  pré-audiência antes do julgamento, a promotoria chamou Lewinsky como testemunha para tentar estabelecer se seu depoimento contra Tripp não foi contaminado pela investigação do advogado independente. No entanto, o tribunal estadual de Maryland decidiu que Lewinsky, que "admitiu que mentiu sob juramento em um processo federal e afirmou que mentir fazia parte de sua vida," não era crível e que o testemunho proposto por Lewinsky contra Tripp foi "banhado em mácula inadmissível. " Como resultado, todas as acusações contra Tripp foram indeferidas em 26 de maio de 2000, quando a promotoria decidiu não prosseguir com o julgamento do caso.

### Controvérsias sobre a prisão
Linda foi presa em 1969 quando ela tinha 19 anos, na cidade de Greenwood Lake, Nova York, mediante a acusação de roubar 263 dólares, bem como um relógio de pulso no valor de 600 dólares. As acusações foram retiradas antes que pudessem vir a julgamento. Anos depois, Linda respondeu "não" à pergunta "Você já foi acusada ou presa por um crime?" em seu formulário de autorização de segurança do Departamento de Defesa dos EUA. Em março de 1998, pouco antes de Linda comparecer perante o júri na investigação do caso Lewinsky, o secretário adjunto de Defesa para Assuntos Públicos Kenneth Bacon e seu vice, Clifford Bernath, vazaram como Linda havia respondido a aquela pergunta para a reporter Jane Mayer, do jornal The New Yorker . O Departamento de Defesa vazou outras informações pessoais e confidenciais de Linda para a imprensa. O inspetor geral do Departamento de Defesa investigou os vazamentos e descobriu que Bacon e Bernath haviam violado a Lei de Privacidade de 1974. O inspetor geral do Departamento de Defesa dos Estados Unidos concluiu que tanto Bacon quanto Bernath deveriam saber que a divulgação de informações dos arquivos pessoais de Tripp era inapropriado.

### Demissão do cargo público
Em 19 de janeiro de 2001, último dia do governo Clinton, Linda foi demitida de seu cargo no Pentágono. Ela alegou que a demissão deu-se por vingança, mas a administração do governo Clinton alegou que todos os nomeados políticos, como Linda, normalmente são solicitados a enviar suas cartas de renúncia do cargo quando um novo governo assume o país. Aqueles que se recusarem a adotar o procedimento podem ser demitidos.

### Ação judicial e acordo
Linda processou o Departamento de Defesa dos EUA e o Departamento de Justiça dos EUA por liberar informações de seus arquivos pessoais e trabalhistas para a imprensa, por violação à Lei Americana de Privacidade de 1974 . Em 3 de novembro de 2003, Tripp chegou a um acordo com o governo federal. O acordo incluiu o pagamento, em uma única parcela, de mais de 595 mil dólares; além de uma promoção retroativa; e pagamento retroativo sobre os salário mais altos dos anos de 1998, 1999 e 2000. Ela também recebeu uma pensão e foi liberada para trabalhar para o governo federal novamente. Seus direitos de mover uma ação coletiva contra o governo foram preservados.

## Anos seguintes
Linda se casou com o arquiteto alemão Dieter Rausch em 2004. Eles moravam em Middleburg, Virgínia, onde eram donos e operavam uma loja  especializada em feriados de inverno, chamada de Christmas Sleigh (O trenó Natalino).
Em uma participação com Larry King no programa Larry King Live em 1º de dezembro de 2003, Linda falou sobre o seu câncer de mama. Sobre o assunto relativo ao processo de invasão de privacidade contra o governo federal, Linda alegou que ela ficou desestabilizada financeiramente por causa de honorários advocatícios e o declínio de sua carreira governamental. Ela também alegou que as violações cometidas por ela relativas a privacidade de Lewinsky e as violações privacidade feitas contra si pelo governo Clinton não eram equivalentes, já que o vazamento de seu histórico trabalhista pelo governo Clinton era ilegal. Ela também pontuou que, apesar de suas gravações telefônicas serem igualmente ilegais, ela conseguiu evitar ser processada ao aceitar imunidade em troca de seu depoimento.
Em 2018, Linda disse que foi uma vítima de um verdadeiro linchamento high-tech.
Linda morreu de câncer no pâncreas aos 70 anos, em 8 de abril de 2020.

## Na cultura popular
Linda foi satirizada por John Goodman em esquetes recorrentes no Saturday Night Live. Linda nem gostava e nem desgostava das atuações, dizendo que ela gostava da maioria dos episódios, mas mencionou que pelo menos um deles a magoou.
Linda é retratada pela atriz Sarah Paulson na série de televisão Impeachment: American Crime Story, que estreou em 7 de setembro de 2021 na FX.